# Cureña
Cureña è un distretto della Costa Rica facente parte del cantone di Sarapiquí, nella provincia di Heredia.